# José Manuel Egea

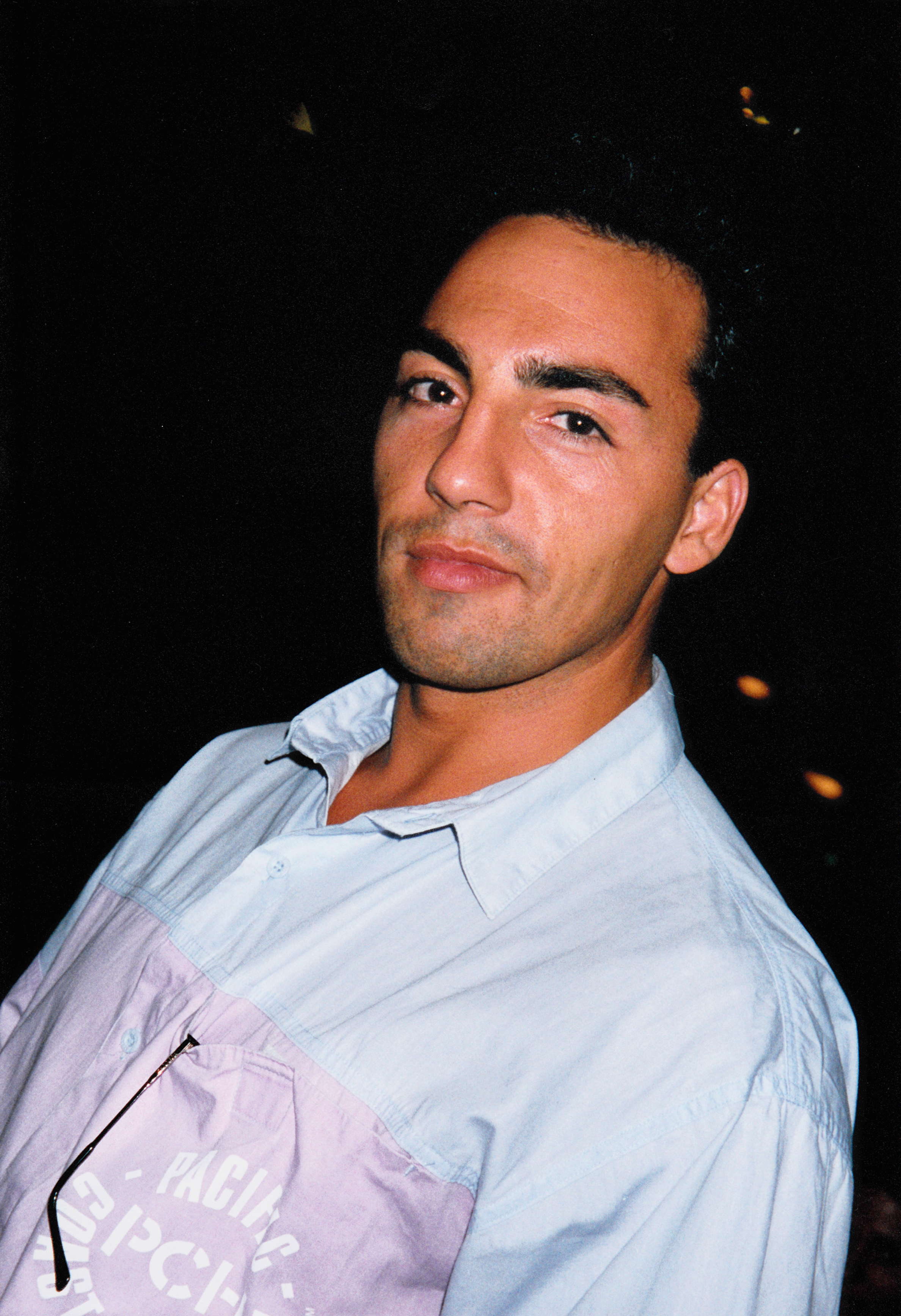
José Manuel Egea im Juli 1991

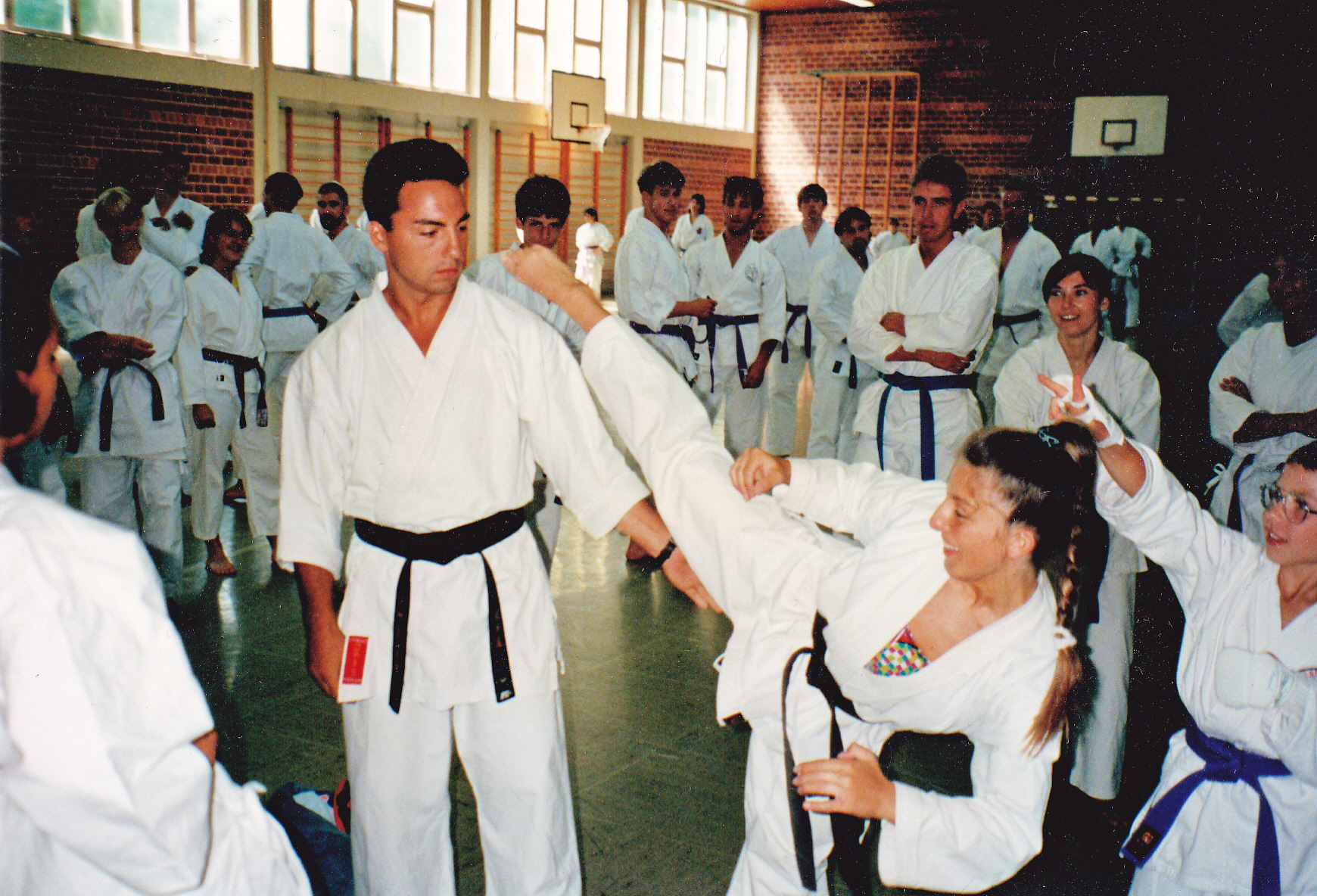
Mawashi-geri mit José Manuel Egea

José Manuel Egea Cáceres (* 20. Februar 1964 in Spanien) ist ein spanischer Karateka (4. Dan). Er zählt zu den besten spanischen Karatekas und war Jugend-Nationaltrainer von Spanien und mehrfacher Europa- und Weltmeister.

## Einzelerfolge
- 1983 Europameister EKF in Madrid/Spanien – Open-Kategorie
- 1984 3. Platz Europameisterschaften EKF in Paris/Frankreich – 80 kg
- 1985 Europameister EKF in Oslo/Norwegen – 80 kg
- 1986 3. Platz Weltmeisterschaften WKF in Sydney/Australien – Ippon-Kategorie
- 1986 3. Platz Weltmeisterschaften WKF in Sydney/Australien – 80 kg
- 1986 Europameister EKF in Madrid/Spanien – 80 kg
- 1987 Vize-Europameister EKF in Glasgow/Schottland – 80 kg
- 1988 Vize-Europameister EKF in Genua/Italien – Sanbon-Kategorie
- 1988 Europameister EKF in Genua/Italien – 80 kg
- 1988 Vize-Weltmeister WKF in Kairo/Ägypten – 70 kg
- 1988 Weltmeister WKF in Kairo/Ägypten – 70 kg
- 1989 Europameister EKF in Titograd/Jugoslawien – 80 kg
- 1990 Europameister EKF in Wien/Österreich – 80 kg
- 1990 Weltmeister WKF in Mexiko-Stadt/Mexiko – 80 kg
- 1992 Weltmeister WKF in Granada/Spanien – 80 kg

## Mannschaftserfolge
- 1984 Team-Weltmeisterschaften 3. Platz in Holland
- 1988 Team-Weltmeisterschaften 3. Platz in Ägypten
- 1990 Team-Weltmeisterschaften 3. Platz in Mexiko
- 1992 Team-Weltmeisterschaften 1. Platz in Granada

- 1985 WM-Team Senioren 3. Platz in Norwegen
- 1986 WM-Team Senioren 1. Platz in Spanien
- 1990 WM-Team Senioren 2. Platz in Österreich
- 1991 WM-Team Senioren 1. Platz in Deutschland
- 1992 WM-Team Senioren 3. Platz in den Niederlanden

- 1983 WM-Team Junioren 1. Platz in Belgien
- 1984 WM-Team Junioren 2. Platz in Italien
- 1985 WM-Team Junioren 1. Platz in Spanien

## World-Cup-Siege
- 1985 in Ungarn
- 1987 in Ungarn
- 1989 in Ungarn

## Weitere internationale Erfolge
Er errang außerdem Goldmedaillen bei den Japan Open, den Paris Open, España Open, den US Open und den Villa de Madrid Open.
Bei seiner Weltmeisterschaftsteilnahme 1990 in Mexiko-Stadt kämpfte er sich trotz eines gebrochenen Daumens bis ins Finale, wo er anschließend Weltmeister wurde. José Egea wurde Nationaltrainer (Jugend/Junioren) in Spanien.